# Shots Fired
Shots Fired est une mini-série américaine en dix épisodes de 42 minutes créée par Gina Prince-Bythewood et Reggie Rock Bythewood, et diffusée entre le 22 mars 2017 et le 24 mai 2017 sur le réseau Fox et sur Citytv au Canada.
En France, elle est diffusée dans les régions d'Outre-mer depuis le 3 mai 2018 sur La Première et en France métropolitaine depuis le 1er août 2018 sur Fox Play.

## Distribution

### Acteurs principaux
- Sanaa Lathan (VF : Annie Milon) : Ashe Akino, enquêtrice
- Stephan James (VF : Namakan Koné) : Preston Terry
- Helen Hunt (VF : Danièle Douet) : gouverneur Patricia Eamons
- Richard Dreyfuss (VF : Michel Papineschi) : Arlen Cox
- Stephen Moyer (VF : Guillaume Lebon) : lieutenant Calvert Breeland
- Will Patton (VF : Gérard Surugue) : shérif Daniel Platt
- Jill Hennessy (VF : Rafaèle Moutier) : Alicia Carr
- DeWanda Wise (VF : Jessica Monceau) : Shameeka Campbell
- Conor Leslie (VF : Barbara Beretta) : Sarah Ellis
- Tristan Wilds (VF : Donald Reignoux) : shérif adjoint Jushua Beck
- Clare-Hope Ashitey (VF : Dorothée Pousséo) : Kerry Beck
- Aisha Hinds (VF : Laura Zichy) : pasteur Janae James

### Acteurs secondaires
- Beau Knapp (VF : Paolo Domingo) : shérif adjoint Caleb Brooks
- Kylen Davis (VF : Simon Koukissa) : Shawn Campbell
- Edwin Findley (VF : Noémie Orphelin) : Shirlane
- Marqus Clae (VF : Julien Crampon) : Cory
- Mike Pniewski (VF : Bernard Bollet) : Julian Carroll
- Jacob Leinbach (VF : Jim Redler) : Jesse Carr
- Angel Bonanni (VF : Gilduin Tissier) : Javier Cano
- Alicia Sanz (es) (VF : Ariane Aggiage) : Paula Games
- Shamier Anderson (VF : Jean-Baptiste Anoumon) : Maceo Terry
- John Beasley (VF : Alain Azérot) : M. Dabney
- Don A. King (VF : Thierry Walker) : Dr. Koppel
- Yohance Myles (VF : Jean-Paul Pitolin) : Leon Grant
- DJames Jones (VF : François Pacôme) : Mercer
- Manny Perez (VF : Benjamin Pascal) : James Ruiz
- Anthony Dalton (VF : Sylvain Agaësse) : Anthony
- Brett Cooper (VF : Cerise Calixte) : Tess Breeland
- Antonique Smith (VF : Nathalie Bleynie) : Kiana Ward
- Erin Beute (VF : Élisabeth Fargeot) : Sandra Breeland
- Edwina Findley (en) (VF : Noémie Orphelin): Shriley

- Version française
  - Société de doublage : VF Productions[5]
  - Direction artistique : Laurence Sacquet[5]

 Source et légende : version française (VF) sur RS Doublage  et Doublage Séries Database

## Production

### Développement
Le 10 décembre 2015, Fox commande directement la série sans passer par le tournage traditionnel d'un pilote, avec Sanaa Lathan en tête d'affiche, pour une diffusion lors de la saison 2016 / 2017.
Le 16 mai 2016, lors des Upfronts 2016, Fox annonce la diffusion de la série pour le printemps 2017.
Le 11 janvier 2017, le réseau Fox annonce la date de lancement de la série au 22 mars 2017.
Bien que présentée comme une mini-série lors de sa promotion, le 15 mai 2017, la chaine annonce que la série n'aura pas de deuxième saison et conservera donc son statut de mini-série.

### Casting
Le casting a débuté en octobre 2015, avec l'arrivée de Sanaa Lathan dans le rôle d'une enquêtrice.
En février 2016, deux actrices rejoignent la distribution principale, avec les arrivées de DeWanda Wise dans le rôle de Shameeka Campbell, une mère endeuillée par la mort de son fils et Conor Leslie qui sera Sarah Ellis, une conseillère travaillant pour le gouverneur Eamons ainsi qu'un acteur récurrent avec Manny Perez qui obtient le rôle de James Ruiz, un employé du département de la justice.
Début mars 2016, Stephan James rejoint la distribution régulière dans le rôle Preston, un procureur spécial des droits civiques. Le 10 mars 2016, Tristan Wilds est annoncé dans le rôle de l'officier Belk et Aisha Hinds dans celui de Pastor Janae James. Au cours du mois, Helen Hunt, Richard Dreyfuss et Stephen Moyer, étoffent la distribution. Helen Hunt est annoncée dans le rôle de Patricia Eamons, gouverneur de la Caroline du Nord, Richard Dreyfuss obtient le rôle d'Arlen Cox, un magnat de l'immobilier et propriétaire d'une prison privée et Stephen Moyer sera l'officier Breeland.
Le 21 mars 2016, Will Patton rejoint la série dans le rôle du Sheriff Daniel Platt.
Fin mars, Jill Hennessy et Clare-Hope Ashitey viennent compléter la distribution dans les rôles respectifs d'Alicia Carr (Hennessy), une mère dont son fils est impliqué dans l'affaire du tir et Kerry Beck (Ashitey), la femme du député Joshua Beck.
Début avril 2016, plusieurs acteurs viennent compléter la distribution récurrente avec les annonces de Alicia Sanz (es) qui sera Paula, Edwina Findley (en) sera Shriley, une reporter qui couvre l'affaire, Marqus Clae dans le rôle de Cory et Shamier Anderson obtient le rôle Maceo Terry, un footballeur professionnel. Ils sont rejoints par Angel Bonanni qui obtient le rôle de Javier Cano, l'ex de Ashe (Sanaa Lathan) et père de leur fille.

### Tournage
La série est tournée dans la ville de Charlotte dans l'état de Caroline du Nord aux États-Unis.

## Épisodes
1. La première heure (Hour One: Pilot)
2. Trahison (Hour Two: Betrayal of Trust)
3. Sans mon fils (Hour Three:Somebody's Son)
4. La vérité (Hour Four: Truth)
5. Avant la tempête (Hour Five: Before the Storm)
6. Le feu aux poudres (Hour Six: The Fire This Time)
7. Qui ils sont vraiment (Hour Seven: The Content of Their Character)
8. Toucher le fond (Hour Eight: Rock Bottom)
9. Avance vers le Seigneur (Hour Nine: Come to Jesus)
10. Dernière danse (Hour Ten: Last Dance)